# Cybister concessor
Cybister concessor är en skalbaggsart som beskrevs av Guignot 1947. Cybister concessor ingår i släktet Cybister och familjen dykare. Inga underarter finns listade i Catalogue of Life.